# Kalanchoe stenosiphon
Kalanchoe stenosiphon ist eine Pflanzenart der Gattung Kalanchoe in der Familie der Dickblattgewächse (Crassulaceae).

## Beschreibung

### Vegetative Merkmale
Kalanchoe stenosiphon ist eine ausdauernde, vollständig kahle Pflanze, die Wuchshöhen von 30 bis 60 Zentimeter erreicht. Ihre Triebe sind stielrund, die Laubblätter gestielt. Die lanzettliche, rötlich grüne Blattspreite ist etwa 10 Zentimeter lang und 1,5 Zentimeter breit. Ihre Spitze ist zugespitzt, die verhältnismäßig breite Basis keilförmig. Der Blattrand ist ganzrandig.

### Generative Merkmale
Der lockere Blütenstand besteht aus verlängerten, wenigblütigen Rispen von bis zu 60 Zentimeter Länge. Die aufrechten Blüten stehen an 5 bis 12 Millimeter langen Blütenstielen. Ihre Kelchröhre ist fast nicht vorhanden. Die lanzettlichen, leicht zugespitzten, etwas häutigen Kelchzipfel sind etwa 6,5 Millimeter lang und 1,5 bis 2,8 Millimeter breit. Die gelbgrüne, schmal konische  Kronröhre ist unten stark aufgebläht und gestutzt, im oberen Teil sehr schlank und 14 bis 16 Millimeter lang. Ihre lanzettlich-linealischen, zugespitzten Kronzipfel weisen eine Länge von 7 bis 11 Millimeter auf und sind 1,3 bis 2 Millimeter breit. Die Staubblätter sind oberhalb der Mitte der Kronröhre angeheftet und ragen nicht aus der Blüte heraus. Die linealischen, zugespitzten Nektarschüppchen weisen eine Länge von 3,5 bis 5 Millimeter auf. Das Fruchtblatt weist eine Länge von 10 bis 12 Millimeter auf. Der Griffel ist 2 bis 2,5 Millimeter lang.

## Systematik und Verbreitung
Kalanchoe stenosiphon ist in Äthiopien auf Kalksteinhängen in Höhen von 1600 bis 2300 Metern verbreitet.
Die Erstbeschreibung durch James Britten wurde 1871 veröffentlicht.

## Nachweise